# 3 Brygada Radiotechniczna
3 Wrocławska Brygada Radiotechniczna im. gen. dyw. pil. dr. Józefa Zająca (3 BRt) – związek taktyczny Wojsk Radiotechnicznych Sił Powietrznych.

## Historia powstania brygad radiotechnicznych
26 maja 1965 minister obrony narodowej wydał dyrektywę w sprawie organizacji i dyslokacji wojsk lotniczych i wojsk obrony powietrznej kraju na lata 1966–1970, w której nakazał utworzenie trzech brygad radiotechnicznych zamiast istniejących samodzielnych batalionów radiotechnicznych. Z uwagi na kosztowność tego procesu oraz na słabą technologię oraz trudności w pozyskiwaniu jej od ówczesnego sprzymierzeńca z Układu Warszawskiego – ZSRR, proces ten trwał dość długo i nie zakończył się w terminie określonym przez dyrektywę.
23 grudnia 1966 minister obrony narodowej wydał rozkaz Nr 0173/Org. w sprawie reorganizacji Wojsk Radiotechnicznych, w następstwie którego utworzono, w miejscu istniejących samodzielnych batalionów radiotechnicznych (2, 3, 6, 7, 8, 9, 14, 18, 22) – pięć pułków oraz dwa samodzielne bataliony. Pułki miały strukturę batalionowo-kompanijną. Nowo sformowane jednostki mieściły się:
- 2 Pułk Radiotechniczny w Warszawie;
- 12 Pułk Radiotechniczny w Gdyni;
- 13 Pułk Radiotechniczny w Choszcznie;
- 17 Pułk Radiotechniczny w Poznaniu;
- 19 Pułk Radiotechniczny w Chorzowie;
- 3 Batalion Radiotechniczny w Sandomierzu;
- 7 Batalion Radiotechniczny w Łodzi.

Ta reorganizacja Wojsk Radiotechnicznych okazała się jednak nietrafiona z uwagi na wiele czynników. Brakowało przede wszystkim poprawnego obiegu informacji oraz współdziałania pomiędzy sąsiadującymi jednostkami.
11 września 1973 szef Sztabu Generalnego WP wydał zarządzenie Nr 061/Org. w sprawie reorganizacji Wojsk Radiotechnicznych. Na bazie pododdziałów 19 Pułku Radiotechnicznego w Chorzowie został sformowany w Radzionkowie 33 Batalion Radiotechniczny (dowódca ppłk Ryszard Chmielewski). Dzięki dużemu nakładowi finansowemu nowo utworzoną jednostkę wyposażono w najnowszy sprzęt automatyzacji procesu przekazywania informacji radiolokacyjnej oraz sprzęt radiolokacyjny.
W dniu 17 lutego 1973 odbyły się specjalne pokazy dla kierowniczej kadry Układu Warszawskiego. Po tym pokazie podjęto decyzję o utworzeniu brygadowej struktury Wojsk Radiotechnicznych.

## Powstanie 3 BRt
13 listopada 1973 dowódca Wojsk Obrony Powietrznej Kraju, gen. dyw. pil. Roman Paszkowski wydał rozkaz Nr 0190/Org., na podstawie którego utworzono Grupę Organizacyjną 3 Brygady Radiotechnicznej. W jej skład weszli m.in. ppłk Stefan Dubrawski oraz ppłk Tadeusz Mikoś – późniejszy dowódca brygady.
Działaniem Grupy Organizacyjnej rozwiązano dwa pułki wchodzące w skład 3 Korpusu Obrony Powietrznej Kraju:
- 17 Pułk Radiotechniczny w Poznaniu;
- 19 Pułk Radiotechniczny w Chorzowie.

Jednocześnie utworzono:
- 31 Batalion Radiotechniczny w Babkach – dowódca ppłk Eugeniusz Gajowiecki;
- 32 Batalion Radiotechniczny w Szczawnie – dowódca ppłk Zdzisław Sikorski, później ppłk Edmund Włodarczyk;
- 35 Batalion Radiotechniczny w Pietrzykowicach – dowódca ppłk Kazimierz Marczak, później mjr Bogdan Sędziak;
- Dowództwo 3 Brygady Radiotechnicznej we Wrocławiu:
  - dowódca płk Stefan Dubrawski, później płk Tadeusz Mikoś,
  - zastępca dowódcy ds. politycznych płk Henryk Wróblewski,
  - zastępca dowódcy ds. liniowych ppłk Tomasz Srebrny,
  - szef sztabu ppłk Edward Kubas, później ppłk Stanisław Waligóra.

Dowódcy brygady podporządkowano także 33 Batalion Radiotechniczny.
Dowództwo 3 Brygady Radiotechnicznej osiągnęło zdolność do wykonywania zadań 31 maja 1974. Jest to data powstania jednostki i data dorocznego święta brygady.
Decyzją Nr 81/MON Ministra Obrony Narodowej z dnia 16 marca 2009 r. nadano brygadzie nazwę wyróżniającą „Wrocławska”.
W wyniku reformy struktur dowodzenia od 1 stycznia 2014 r. brygada została podporządkowana Dowództwu Generalnemu Rodzajów Sił zbrojnych.
Decyzją Nr 130/MON Ministra Obrony Narodowej z dnia 22 października 2024 r. brygada otrzymała imię gen. dyw. pil. dr. Józefa Zająca.
Decyzją Nr 3/MON Ministra Obrony Narodowej z dnia 2 stycznia 2025 r. w brygadzie wprowadzono odznakę jubileuszową 3. Wrocławskiej Brygady 
Radiotechnicznej.

### Sztandar brygady
Brygada otrzymała sztandar w 2006 roku i został on ufundowany przez Społeczeństwo Ziemi Dolnośląskiej – sztandar został wręczony we Wrocławiu, przez Dowódcę 3 Korpusu Obrony Powietrznej gen.bryg. Zbigniewa Janosia. Autorem projektu graficznego sztandaru był kpt. Mariusz Śniatowski, który również zaprojektował wzór Odznaki Pamiątkowej 3 Brygady Radiotechnicznej.

Insygnia
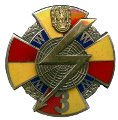
Odznaka pamiątkowa
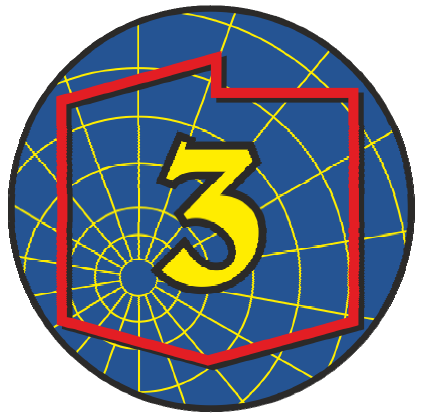
Oznaka rozpoznawcza na mundur wyjściowy
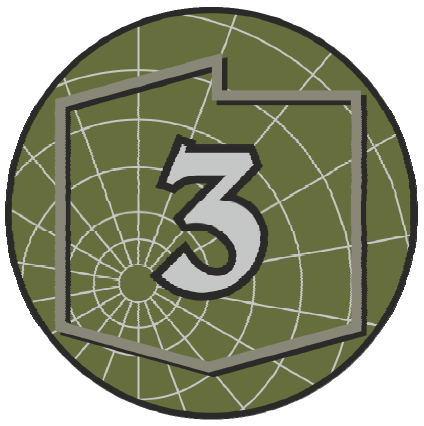
Oznaka rozpoznawcza na mundur polowy
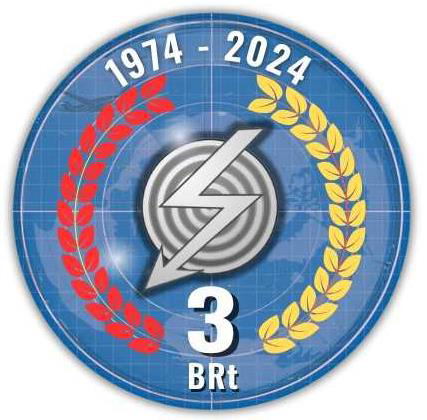
Odznaka jubileuszowa (wzór 2025)

## Struktura 3 BRt
Dowództwo 3 Brygady Radiotechnicznej (Wrocław) – 1974
- 3 Batalion Radiotechniczny (Sandomierz) – 1997
- 5 Batalion Radiotechniczny (Zgierz) – 1998–2007
- 7 Batalion Radiotechniczny (Wiewiórczyn) – 1997–2003
- 11 Manewrowy Batalion Radiotechniczny (Zamość) – 1997–1998
- 24 Manewrowy Batalion Radiotechniczny (Wrocław) – 1998–2003
- 31 batalion radiotechniczny (Poznań) – 1974–2003
  - 311 kompania radiotechniczna – 1974–2003
  - 312 kompania radiotechniczna – 1974–2003
  - 313 kompania radiotechniczna – 1974–2003
- 31 batalion radiotechniczny (Wrocław) – 2003
  - 241 kompania radiotechniczna – 2003
  - 310 kompania radiotechniczna – 2003
  - 312 kompania radiotechniczna – 2003
  - 330 kompania radiotechniczna – 2003
- 32 batalion radiotechniczny (Szczawno) – 1974–1998
  - 321 kompania radiotechniczna (Drzeńsko) – 1974–1998
  - 322 kompania radiotechniczna (Kotla) – 1974–1998
  - 323 kompania radiotechniczna (Dłużyna) – 1974–1998
- 33 batalion radiotechniczny (Radzionków) – 1974
  - 330 kompania radiotechniczny (Radzionków) – 1974–2003
  - 331 kompania radiotechniczna (Bojków) – 1974–1995
  - 332 kompania radiotechniczna (Kornowac) – 1981–1997
  - 333 kompania radiotechniczna (Dolna) – 1981–1997
  - 106 baplot (Radzionków) – 1981–2003
- 35 batalion radiotechniczny (Wrocław) – 1974–1998
  - 350 kompania radiotechniczna (Rybnica (Pietrzykowice)–Wrocław) – 1974–1998
  - 351 kompania radiotechniczna (Ziębice – Osina) – 1974–1998
  - 352 kompania radiotechniczna (Bolków – Pastewnik) – 1974 – 1998
  - 353 kompania radiotechniczna (Kudowa Zdrój – Czermna) – 1974 – 1998
- 36 batalion radiotechniczny (Kraków–Węgrzce) – 1981–2003
  - 360 kompania radiotechniczny (Brzoskwinia) – 1974–2003
  - 361 kompania radiotechniczna (Radocza) – 1981–2003
  - 363 kompania radiotechniczna (Prząsław k/Jędrzejowa) – 1981–2003
  - 362 kompania radiotechniczna (Miłkowa) – 1981–2003

Dowództwo 3 Brygady Radiotechnicznej (Wrocław) – 2005
- 3 batalion radiotechniczny (Sandomierz) – 2005
- 31 batalion radiotechniczny (Wrocław) – 2005
- 5 manewrowy batalion radiotechniczny (Zgierz) – 2005–2007

### 2008
W wyniku kolejnych zmian organizacyjnych przeprowadzonych w 2008 roku, w skład brygady wchodzą:
- 3 Sandomierski batalion radiotechniczny
- 8 Szczycieński batalion radiotechniczny
- 31 Dolnośląski batalion radiotechniczny
- 34 Chojnicki batalion radiotechniczny

## Dowódcy brygady
- płk Stefan Dubrawski (1974–1978)
- płk Tadeusz Mikoś (1978–1982)
- płk Stanisław Waligóra (1982–1987)
- płk Bronisław Peikert (1987–1989)
- płk Zbigniew Janoś (1989–1996)
- płk Stanisław Słotwiński (1996–2000)
- gen. bryg. Andrzej Kaczyński (2000–2005)
- gen. bryg. Józef Nasiadka (2005–2007)
- płk Wojciech Lewicki (cz.p.o. 2007–2008)
- gen. bryg. Michał Sikora (2008–2009)
- gen. bryg. Marek Sobiechowski (2009–2012)
- gen. bryg. Wojciech Lewicki (2012–2018)
- gen. bryg. Dariusz Krzywdziński (2018–2021)
- cz.p.o. płk Marek Brzezicha (2021–2021)
- gen. bryg. dr Jerzy Kwika (2021–2023)[6][7]
- gen. bryg. Marek Brzezicha (2023–)[8][9]